# Sonata para piano n.º 9 (Beethoven)

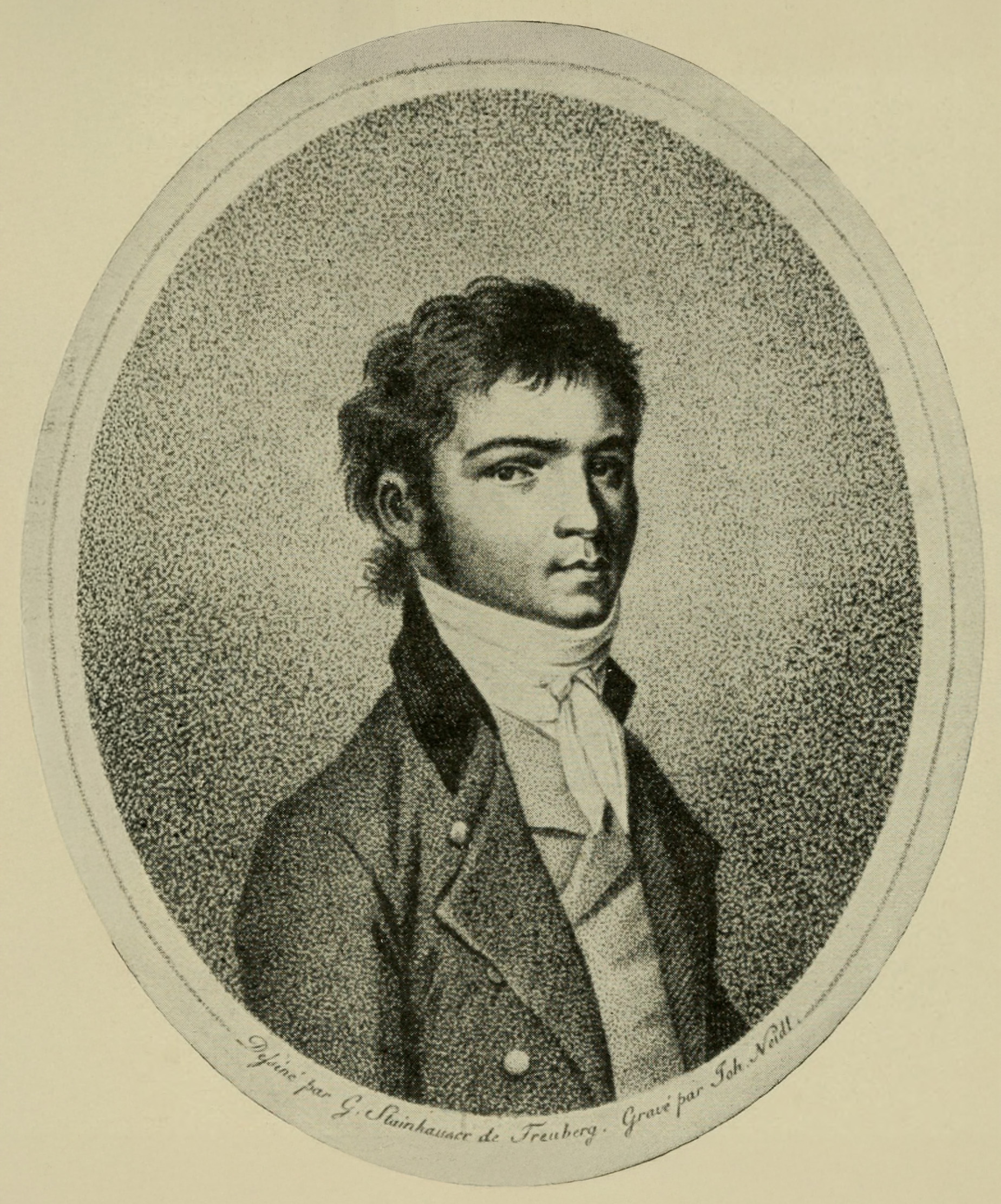
Beethoven en 1796.

La sonata para piano n.º 9 en mi mayor, Op. 14 n.º 1 fue compuesta por Ludwig van Beethoven entre 1798 y 1799. La partitura está dedicada a la baronesa Josephine von Braun.

## Historia

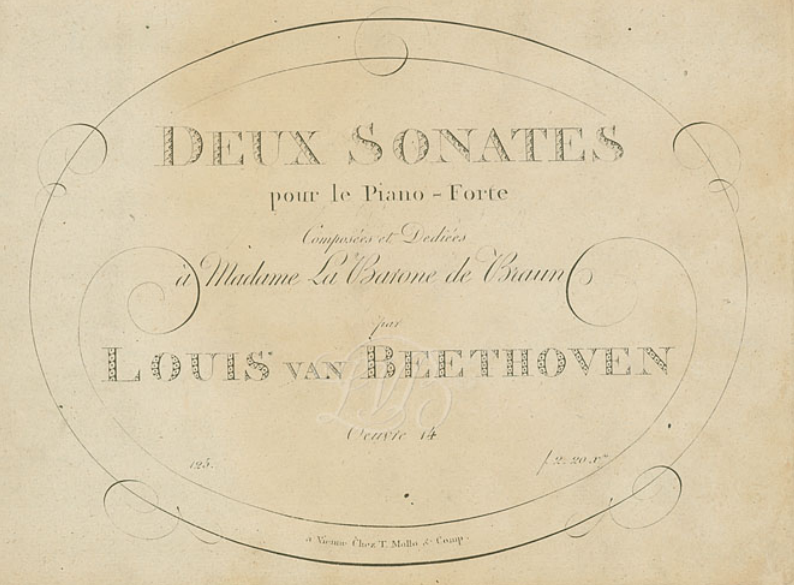
Portada de la primera edición del Op. 14.

La composición de las dos sonatas que conforman el opus 14 (la Sonata n.º 9 Op. 14 n.º 1 y la n.º 10, Op. 14 n.º 2) tuvo lugar entre 1798 y 1799.
La primera publicación de estas obras fue llevada a cabo por el editor Tranquillo Mollo en 1799. No se conservan partituras autógrafas de las piezas pero sí los borradores de los tres movimientos de la primera que datan de principios de 1798. Tales borradores se encontraban mezclados con otros del Concierto n.º 2 Op. 19. En ese mismo tiempo también compuso la célebre Sonata Patética. Se trata de obras del periodo temprano de Beethoven, que fueron muy apreciadas por el compositor durante largo tiempo, y además recibieron numerosas opiniones favorables de la crítica musical.
La dedicatoria contenida en la primera edición de la partitura es “composées et dediées a Madame La Barone de Braun”. Ambas sonatas están dedicadas a la baronesa Josephine von Braun, la esposa de Peter von Braun, el cual estaba al frente del Teatro de la corte de Viena. Era difícil para un joven compositor lograr que se le concediera tiempo para la interpretación de sus obras en alguno de los teatros vieneses. Esta dedicatoria junto con la de la Sonata para trompa y piano pudieron servir para allanar el terreno, ya que el 2 de abril de 1800 Beethoven estrenó su Sinfonía n.º 1 en el Burgtheater.
Durante estos años Beethoven estaba trabajando en sus cuartetos de cuerda y estaba concentrado en buscar sus propias sonoridades. En una carta enviada a su amigo Carl Amenda, Beethoven le envía una primera versión de lo que posteriormente será el Cuarteto de cuerda n.º 1 Op. 18:

Querido Amenda,

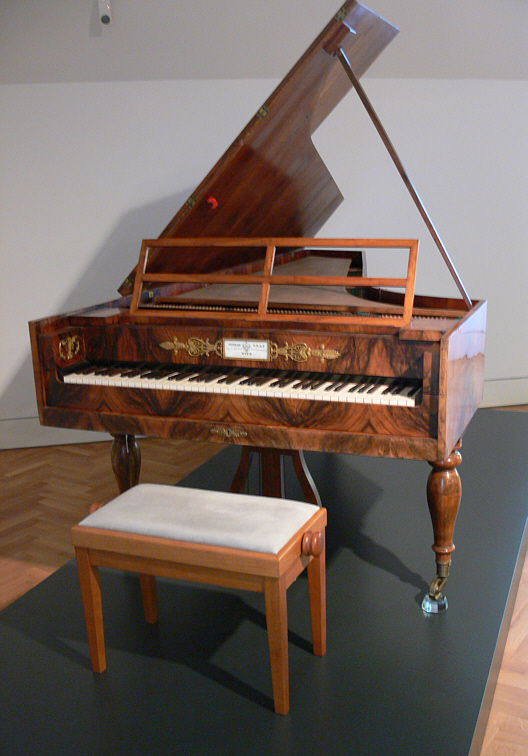
Fortepiano como el que tenía Beethoven.

Acepta este cuarteto como un pequeño recuerdo de nuestra amistad, y cada vez que lo toques, piensa en los días que pasamos juntos, y al mismo tiempo en el afecto genuino que sentí por ti y que siempre seguiré sintiendo. Tu sincero y cálido amigo,
Ludwig

Esto está relacionado con la elaboración de las sonatas mediante la utilización de elementos típicos del cuarteto de cuerda, marcadores que están presentes en la sonata. De hecho, en 1802 el maestro alemán emprendió el arreglo de la Sonata para piano n.º 9 para cuarteto de cuerdas (Hess 34) para una nueva firma editorial denominada Bureau des Arts et d'Industrie. En una carta dirigida al editor el 13 de julio de 1802 el compositor se quejaba de la "manía antinatural" de transferir composiciones pianísticas para instrumentos de cuerda pero accedió en este caso ya que en sus propias palabras "se me imploró fervientemente que lo hiciera". Añadió el siguiente comentario: "Nadie más podría hacer eso mismo con facilidad". Pese a la reticencia de Beethoven, el cuarteto fue anunciado en el Wiener Zeitung un mes más tarde, el 14 de agosto de 1802, junto con la Sonata n.º 15 en re mayor, Op. 28. Esta adaptación contenía más pasajes de estilo cuarteto y en la tonalidad más cómoda de fa mayor.
El maestro alemán concibió estas sonatas para fortepiano vienés. En aquella época había dos grandes tipos de este instrumento: el vienés, que contaba con mayor nitidez en pasajes de virtuosismo; y el inglés de mayor sonoridad.

## Estructura y análisis
La sonata consta de tres movimientos:
- I. Allegro, en mi mayor 4
4
- II. Allegretto, en mi menor – Trio en do mayor que se repite en la coda 3
4
- III. Rondo. Allegro comodo, en mi mayor 2
2

La interpretación de esta obra dura aproximadamente 14 minutos. Cuando Beethoven escribió esta pieza ya estaba mostrando una voz fuertemente individual en sus composiciones pianísticas y poco tiempo después se embarcaría en su Primera Sinfonía así como en otras obras de gran envergadura. Quizás menos cautivadora que su predecesora, la célebre Sonata Patética, esta sonata es una obra inmensamente interesante con numerosos giros sutiles, sorpresas e ideas innovadoras.

### I.Allegro
El primer movimiento, Allegro, está escrito en la tonalidad de mi mayor, en compás de 4/4 y sigue la forma sonata-allegro. Se abre con el tema principal alegre y optimista formado por una serie de cuartas ascendentes en la mano derecha, contra acordes repetidos en la mano izquierda que acompañan y animan la línea narrativa principal. Le sigue una frase en eco en diferentes octavas al estilo de los cuartetos de cuerdas. El segundo tema en si mayor se basa en una escala descendente seguida de una cromática ascendente. El tema inicial que era presagio de luz y alegría, introduce cierta tensión cuando se repite y el ambiente se oscurece ligeramente. En la narrativa musical beethoveniana un estado de ánimo inicial, o una impresión de este, suele conducir a desarrollos inesperados creando una sustancia poética de rica textura. Así, por ejemplo, cuando aparece el segundo tema, sus cuatro notas descendentes transforman el lienzo musical en un espacio gobernado por distintas variantes de duda y misterio, lo cual amplia considerablemente el rango emocional e intelectual de la narración. Por último este episodio llega a un final triunfal y se repite el material de la exposición.
El desarrollo está plagado de arpegios de semicorcheas en la mano izquierda. Comienza con el tema principal transformado, pero a continuación aparece una nueva idea. Esta idea da paso a un episodio de desarrollo bastante atípico. Aunque resulta sorprendente desde un punto de vista intelectual, la aparición de este tema parece totalmente natural, una consecuencia lógica de un discurso recordatorio. En la repetición que sigue a esta breve excursión, el tema principal aparece con un nuevo acompañamiento -escalas ascendentes en la mano izquierda- que confiere un carácter extático a la música. Las escalas de semicorcheas en la mano izquierda acompañan el inicio de la reexposición, si bien el movimiento termina de forma calmada. Una breve y brillante coda concluye el movimiento.

### II.Allegretto
El segundo movimiento, Allegretto, está escrito en mi menor, en compás de 3/4 y es un scherzo de estilo minueto. Aunque lleva la indicación de tempo por lo general animada de Allegretto, funciona a modo de movimiento lento. Hay mucha tensión en su inquieto tema principal e incluso la música más brillante de las secciones del trío no está exenta de una sensación de combate. La sección principal finaliza con un acorde de tónica mayor, mi mayor, que se siente como dominante de la menor. La primera vez, esto conduce sin modulación intermedia al trío, titulado Maggiore, en do mayor. A su regreso, la coda cita brevemente la melodía en do mayor antes de regresar a mi menor. Anton Schindler recordaba cómo Beethoven tocaba con furia la sección de mi menor, antes de detenerse largamente en el acorde de mi mayor y ofrecer una repetición más calmada del Maggiore.

### III.Rondo. Allegro comodo
El tercer y último movimiento, Rondo. Allegro comodo, retoma la tonalidad inicial de mi mayor y el compás es 2/2 o alla breve. Sigue una animada forma de sonata rondó. El finale arranca con un torrente de energía que dibuja una trayectoria descendente. A pesar del movimiento descendente la atmósfera es de ingenio, alegría y humor. Aunque el segundo tema transmite cierta calma, la línea narrativa está impulsada por ritmos rápidos. Resulta curioso el desarrollo temático de este rondó, que suena casi sinfónico. En su regreso final el tema principal es sincopado contra los tresillos. 
A pesar de su aparente simplicidad, esta sonata presenta el carácter «Sturm und Drang» que se identificó tan comúnmente con Beethoven. Agrega drama tanto en el contraste entre los pasajes líricos que siguen secciones temáticas muy activas y texturadas. Además, la dinámica contrastante y la variación entre mayor y menor, entre el uso del paralelo menor y el subdominante de su mayor relativo (mi menor a do mayor). Estas fueron nuevas técnicas que ofrecen un indicio de las innovaciones que Beethoven trajo para terminar la era clásica y comenzar la era romántica.

## Recepción de la obra
El pianista y musicólogo Charles Rosen considera que las dos sonatas que conforman el Opus 14 son «considerablemente más modestas que sus predecesoras», «destinadas al uso en el hogar» y con «pocas dificultades técnicas».

## Versión para cuarteto de cuerdas
La adaptación para cuerdas se eleva un semitono en su tonalidad pasando de mi mayor pasa a fa mayor, posiblemente con el fin de emplear la cuerda más grave del violonchelo a modo de dominante. Las indicaciones de tempo también se modificaron, de tal manera que el primer movimiento pasa de Allegro a Allegro moderato y el último movimiento en lugar de Allegro comodo es simplemente Allegro. Algunos editores como Donald Francis Tovey han intentado utilizar lo patrones de acentuación de la versión del cuarteto como guía para la sonata para piano.
Según Donald Francis Tovey la instrumentación de esta sonata para cuarteto de cuerdas es «uno de los documentos más interesantes en la historia del arte de Beethoven... No hay apenas un compás de la versión de cuarteto que no arroje alguna luz sobre la naturaleza del pianoforte, de composición de cuartetos y de la estructura general de la música... toma una de sus sonatas más pequeñas y muestra que apenas una barra de música de pianoforte se puede convertir en buena escritura de cuartetos sin cantidades de material nuevo, además de la drástica transformación de lo antiguo».
| \version "2.14.1" \relative c' { \new PianoStaff << \new Staff { #(set-global-staff-size 15) \mark \markup{\bold " Allegretto"} \key g \major \time 3/4 << { e4.\( dis8 e4 e4. dis8 e4 g2.~ g4 fis8 e dis fis <b, e>4 <b fis'> <b g'> b' a g fis2 a8 g fis4\) } \\ { <g, b>2.\p <g c>2. <ais cis>2.\sf <a! c!>2. s2. fis'2 e4 dis2 e4 dis } >> } \new Staff { \key g \major \clef bass << { e,4\( s8 dis e4 e4. dis8 e4 g2.~ g4 fis8 e dis fis <g, e'>4 <fis dis'> <e e'> <dis b'>2 <e b'>4 b'2 ais4 b } \\ { e2. c ais a! s1. b,2.~ b4 } >> } >> } |
| Compases 1–8 del Allegretto del Op. 14 n.º 1 en la versión para piano. |

Tovey señala la apertura del segundo movimiento de Allegretto como un ejemplo no solo de lo que Beethoven agrega, sino también de lo que deja de lado al volver a imaginar el sonido de piano para cuerdas: «Beethoven muestra su visión más profunda al no permitir que los cuatro instrumentos de cuerda reproduzcan los gruesos acordes pianoforte, aunque esto sería posible de manera muy simple con dobles cuerdas».
| \version "2.14.1" \relative c' { \new StaffGroup << \new Staff \with { instrumentName = "Vn I" }{ #(set-global-staff-size 15) \mark \markup{\bold " Allegretto"} \key aes \major \time 3/4 f4.\p\( e8 f4 f4. e8\cresc f4 aes2.\sfp~ aes4( g8 f e g) f4 g aes c bes aes g2 bes8 aes g4\) } \new Staff \with { instrumentName = "Vn II" }{ \key aes \major r2. r d\sfp des! c4 c c c g' f e2 g8 f e4 } \new Staff \with { instrumentName = "Va" }{ \key aes \major \clef C r2. f,4.\p e8\cresc f4 aes2.\sfp~ aes4\( g8 f e g\) c,4\( e f\) g( c) c c2\( b4 c\) } \new Staff \with { instrumentName = "Vc." }{ \key aes \major \clef bass f,2.\p des b\sfp bes! aes4\( g f\) e2( f4) c-. c'-. c-. c-. } >> } |
| Compases 1–8 del Allegretto del Op. 14 n.º 1 en la versión para cuarteto. |